# یواس‌اس اسنایدر (دی‌ئی-۷۴۵)
یواس‌اس اسنایدر (دی‌ئی-۷۴۵) (به انگلیسی: USS Snyder (DE-745)) یک کشتی بود که طول آن ۳۰۶ فوت (۹۳ متر) بود. این کشتی در سال ۱۹۴۳ ساخته شد.